# Агрести-ди-Лагарту (микрорегион)

Агрести-ди-Лагарту на карте.

Агрести-ди-Лагарту (порт. Microrregião do Agreste de Lagarto) — микрорегион в Бразилии, входит в штат Сержипи. Составная часть мезорегиона Сельскохозяйственный район штата Сержипи. 
Население составляет 	114 247	 человек (на 2010 год). Площадь — 	1 500,623	 км². Плотность населения — 	76,13	 чел./км².

## Демография
Согласно сведениям, собранным в ходе переписи 2010 г. Национальным институтом географии и статистики (IBGE), население микрорегиона составляет:						
| Полное население                             | Полное население                             | Полное население                             | Полное население                             | 114 247 |
| -------------------------------------------- | -------------------------------------------- | -------------------------------------------- | -------------------------------------------- | ------- |
| в том числе:                                 | Городское население                          | 53 739                                       | Процент городского населения, %              | 47,04   |
|                                              | Сельское население                           | 60 508                                       | Процент сельского населения, %               | 52,96   |
|                                              | Мужское население                            | 56 225                                       | Процент мужского населения, %                | 49,21   |
|                                              | Женское население                            | 58 022                                       | Процент женского населения, %                | 50,79   |
| Плотность населения, чел/км²                 | Плотность населения, чел/км²                 | Плотность населения, чел/км²                 | Плотность населения, чел/км²                 | 76,13   |
| Население микрорегиона в % к населению штата | Население микрорегиона в % к населению штата | Население микрорегиона в % к населению штата | Население микрорегиона в % к населению штата | 5,52    |

## Статистика
- Валовой внутренний продукт на 2004 год составляет 342 254 733,00 реалов (данные: Бразильский институт географии и статистики).
- Валовой внутренний продукт на душу населения на 2004 год составляет 3128,16 реалов (данные: Бразильский институт географии и статистики).
- Индекс развития человеческого потенциала на 2000 год составляет 0,603 (данные: Программа развития ООН).

## Состав микрорегиона
В составе микрорегиона включены следующие муниципалитеты:
1. Лагарту
2. Риашан-ду-Дантас